# Déficit democrático
Um déficit (português brasileiro) ou défice (português europeu) democrático (ou déficit de democracia) ocorre quando organizações ou instituições supostamente democráticas (particularmente governos) não conseguem cumprir princípios democráticos em suas operações. A integridade parlamentar representativa e vinculada tem sido amplamente discutida. A expressão qualitativa do déficit democrático é a diferença entre os índices de democracia de um país em relação aos valores mais altos possíveis.
A expressão “déficit democrático” é citada como tendo sido usada pela primeira vez pelos Juventude Europeia Federalista no seu Manifesto em 1977, que foi redigido por Richard Corbett. Foi também utilizado por David Marquand em 1979, referindo-se à Comunidade Econômica Europeia, a precursora da União Europeia.

## Direito de voto
O termo "déficit democrático" é comumente usado para se referir a situações em que territórios sob a jurisdição de um estado soberano não desfrutam de participação igualitária na eleição de representantes que legislam por eles. Exemplos incluem:
- Austrália: três territórios externos australianos (Ilha Christmas, Ilhas Cocos (Keeling) e Ilha Norfolk), tem legislações dos estados da Austrália Ocidental ou Nova Gales do Sul que se aplicam a eles, mas não podem votar nas eleições desses estados.[3][4][5]
- Países Baixos: três países constituintes do Reino dos Países Baixos (Aruba, Curacao and Sint Maarten) não têm representação no parlamento neerlandês.[6]
- Reino Unido: onze Territórios Ultramarinos Britânicos e três Dependências da Coroa (Guernsey, Jersey e Ilha de Man) que são habitados não têm representação no parlamento britânico.[7]
- Estados Unidos: o Distrito de Colúmbia e cinco territórios habitados (Porto Rico, Guam, Ilhas Marianas Setentrionais, Samoa Americana e Ilhas Virgens Americanas), têm apenas representação sem direito a voto na Câmara dos Representantes e nenhuma representação no Senado.[8][9][10]

Poder-se-ia dizer que Tokelau, um território dependente da Nova Zelândia sem representação no Parlamento da Nova Zelândia, também se encontra numa posição semelhante.  Contudo, na prática, nenhuma legislação da Nova Zelândia é estendida a Toquelau sem o consentimento do território. 

## Organizações multinacionais
Alguns acad}emicos argumentam que a ratificação dos tratados da União Europeia (UE) através de referendos repetidos, como os realizados na Irlanda para o Tratado de Nice e o Tratado de Lisboa, também está associada a um défiite democrático. Os parlamentos nacionais cederam poder ao Parlamento Europeu. Como os cidadãos da UE elegem aqueles que compõem o Conselho, que depois elegem aqueles que se tornarão Comissários, existe um receio real de que isso seja demasiado distante para muitos cidadãos. Muitas vezes, as eleições da UE são tratadas como eleições de segunda ordem; com votos de protesto mais comuns durante eleições nacionais e locais, um exemplo disso seria o sucesso de partidos anti-imigração como a Europa da Liberdade e da Democracia Direta. Outro problema na UE é que os eleitores votam mais com base em questões nacionais nas eleições para o Parlamento Europeu e que a eleição é mais utilizada pelos eleitores para punir o seu governo a meio do seu mandato. Também não existe uma opinião pública europeia ou uma esfera pública europeia que vote contra ou recompense os políticos europeus. Outro problema é a grande influência dos grupos de pressão nas instituições europeias.
A Assembleia Parlamentar da ONU foi proposta como uma forma de atenuar o déficit democrático nas Nações Unidas.

## Outros exemplos

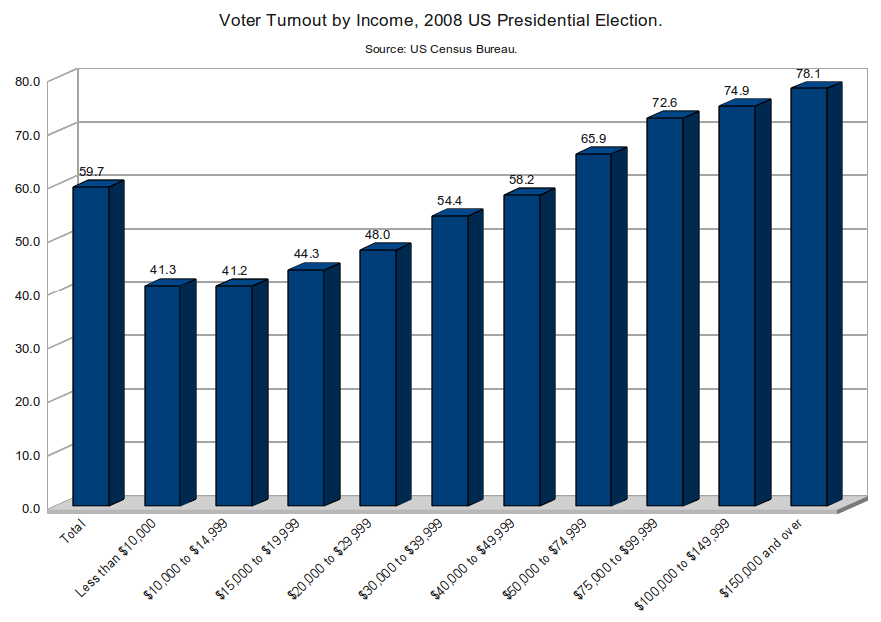
Comparecimento eleitoral nas eleições presidenciais americanas de 2008 de acordo com a renda

Um estudo da Universidade de Columbia concluiu que a política nos estados dos EUA é congruente com a maioria apenas metade do tempo. As maiores influências foram identificadas como profissionalização legislativa, limites de mandato e relevância das questões. O partidarismo e os grupos de interesse afetam o equilíbrio ideológico da incongruência mais do que o grau agregado dela. A política é considerada excessivamente sensível à ideologia e ao partido, o que leva a que a política seja polarizada em relação aos eleitorados estaduais  As grandes diferenças na participação eleitoral durante as eleições nos EUA para vários grupos de rendimento também são vistas como um problema para o funcionamento da democracia. Sanford Levinson argumenta que o financiamento de campanhas e a manipulação eleitoral são vistos como problemas sérios para a democracia, mas outra das causas profundas do défice democrático americano reside na própria Constituição dos EUA. Por exemplo, há uma falta de representação no Senado dos EUA para estados altamente populosos como a Califórnia, uma vez que todos os estados dos Estados Unidos, independentemente da população, recebem 2 assentos no Senado.